# Barh El Gazel

Region Barh El Gazel na mapě Čadu

Region Barh El Gazel (francouzsky: Région du Barh El Gazel, arabsky: منطقة بحر الغزال) je jedním z 22 regionů Čadu. Hlavním městem je Moussoro. V roce 2009 žilo na území regionu 260 865 obyvatel.

## Historie
Region byl vytvořen 19. února 2008 vydělením z regionu Kanem.
Mezi léty 2002 a 2008 byl Barh El Gazel jedním ze dvou departementů tvořících region Kanem.

## Administrativní dělení
Region Barh El Gazel se dělí na 2 departementy a 7 podprefektur:
| Departement        | Hlavní město | Podprefektury                        |
| ------------------ | ------------ | ------------------------------------ |
| Barh El Gazel Nord | Salal        | Salal, Mandjoura, Dourgoulanga       |
| Barh El Gazel Sud  | Moussoro     | Moussoro, Michemiré, Chadra, Amsilep |

## Představitelé
Seznam představitelů:
- Prefekt (2002-2008): ? (?)
- Guvernér (od 2008): Mahamat Zelba (2008-)